# Hypoteksförening
Hypoteksförening är en tidigare förening av fastighetsägare med ändamålet att upplåna pengar för att åter utlåna dem i form av hypotekslån åt föreningens medlemmar.

## Historia
Den första hypoteksföreningen bildades 1770, då ett antal ägare av riddargods i Schlesien slöt sig samman efter en plan, som gjorts upp av köpmannen Bühringi Berlin. 
Av Sveriges till sammanlagt 2,556 miljarder kronor taxerade jordbruksfastigheter var vid 1907 års slut omkring 33 procent av värdet belånat i hypoteksföreningarna, vilkas återstående kapitalskuld då utgjorde 279.194.902 kronor, fördelade på 73.631 delägare.

## Lista över tidigare hypoteksföreningar

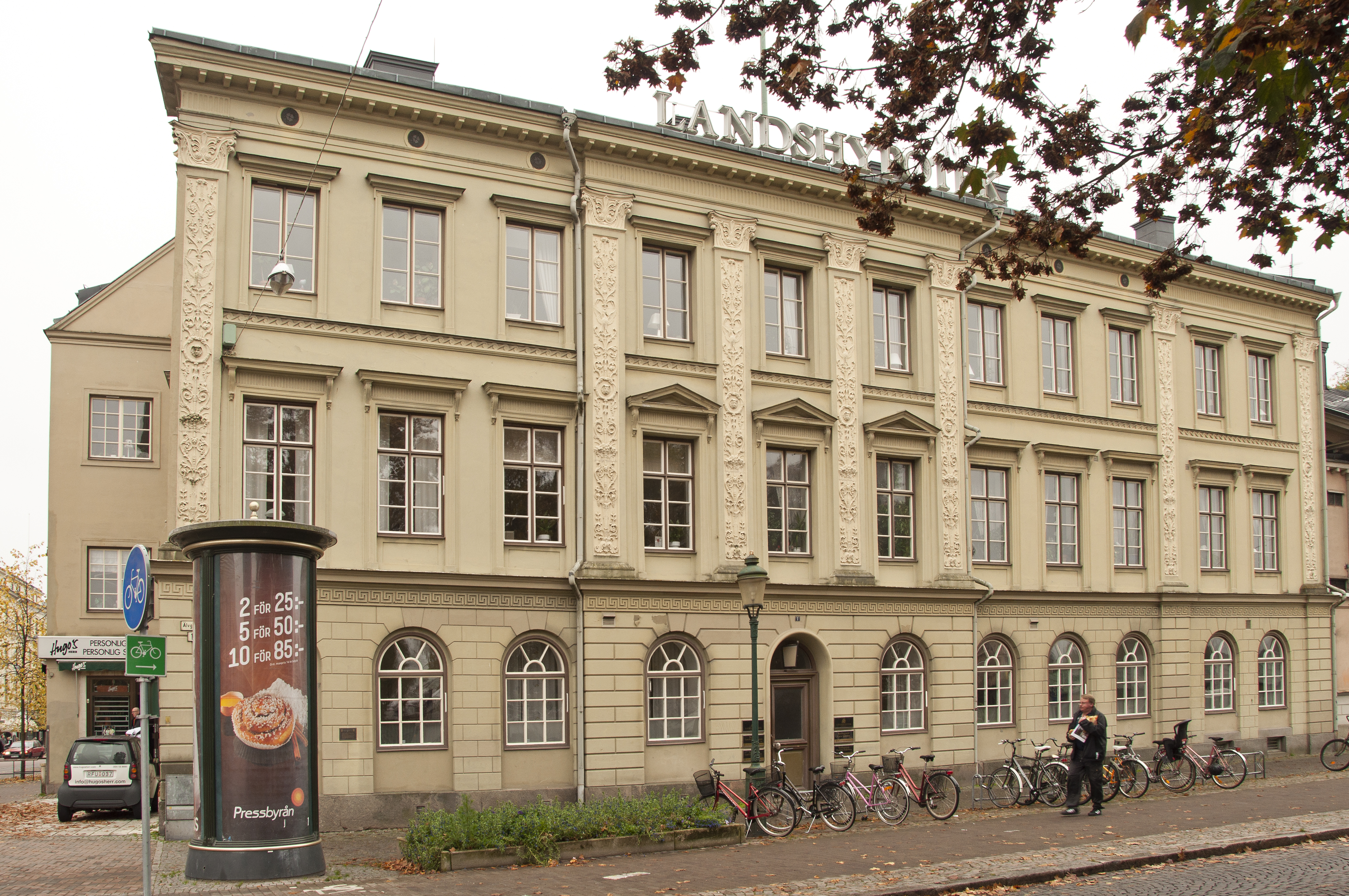
Värmlands hypoteksförenings hus, Karlstad

- Skånska hypoteksföreningen (bildad 1836, mellan jordägare i Skåne; styrelsens säte: Lund)
- Östgöta hypoteksförening (bildad 1845, mellan jordägare inom Östergötland, med anslutning 1846 av sådana inom norra delen av Kalmar län; styrelsens säte: Linköping)
- Smålands med flera provinsers hypoteksförening (bildad 1846, inom Jönköpings, Kronobergs, Hallands och södra delen av Kalmar län med Öland, med anslutning 1847 av Blekinge och Skaraborgs län; styrelsens säte: Växjö)
- Mälarprovinsernas hypoteksförening (bildad 1847, inom Uppsala, Stockholms, Västmanlands, Södermanlands och Örebro län; styrelsens säte: Stockholm)
- Örebro läns särskilda hypoteksförening (bildad 1849, inom Örebro län; styrelsens säte: Örebro)
- Värmlands hypoteksförening (bildad 1850, inom Värmlands län; styrelsens säte: Karlstad)
- Älvsborgs med flera läns hypoteksförening (bildad 1851, inom Älvsborgs, Göteborgs och Bohus samt Hallands och Skaraborgs län; styrelsens säte: Göteborg);
- Gotlands hypoteksförening (bildad 1861, inom Gotlands län; styrelsens säte: Visby)
- Gäfle-Dala hypoteksförening (bildad 1861, inom Gävleborgs och Kopparbergs län; styrelsens säte: Gävle)
- Norrlands hypoteksförening (bildad 1861, inom Västernorrlands, Jämtlands, Västerbottens och Norrbottens län; styrelsens säte: Härnösand)

## Upphörda hypoteksföreningar
- Hypotekskassan för bruksegare (upphörd 1884)